# Mettá
Mettá (pálí: मेत्ता，Mettā, sanskrt: मैत्री, Maitrí, čínština: 慈悲, Cíbēi ) je buddhistický termín pro nepodmíněnou a nesobeckou milující laskavost zaměřenou na všechny bytosti bez rozdílu. Často se překládá také jako dobrotivost. Je přirovnávána k rodičovské lásce, protože jí nejde o vlastní prospěch, a zahrnuje také přátelství a upřímné přání, aby byly všechny bytosti šťastné. Mettá je jednou z théravádových páramit (Dokonalostí).
Mettá bhávaná je oblíbený druh buddhistické meditace, při němž je rozvíjena milující laskavost a soucit ke všem živým bytostem. Praktikuje se zároveň s bdělou pozorností věnovanou dýchání (ánápána), aby nedošlo ke ztrátě koncentrace. Meditace obvykle začíná rozvíjením soucitu a nesobecké lásky vůči sama sobě, pak ke svým blízkým, přátelům, cizím osobám, vůči svým nepřátelům a nakonec rovným dílem ke všem bytostem na celém světě. Je to dobrá metoda, jak zklidnit rozrušenou mysl, protože mettá je protijed hněvu (dósa). Ten, kdo rozvíjí milující laskavost, se nedá snadno rozzlobit a svůj hněv je schopný lehce ztišit.
Buddhisté tvrdí, že lidé, kteří mají hodně milující laskavosti, jsou šťastnější, protože nevidí důvod chovat k někomu nepřátelství. Šťastnější a spokojenější jsou i lidé kolem nich. Učitelé meditace doporučují rozvíjení milující laskavosti i osobám, které trpí nespavostí nebo zlými sny.
Mettá se také někdy uvádí jako jeden ze „Čtyř vznešených příbytků“ (brahmavihára), kde ostatní jsou upekkhá (vyrovnanost, klidná mysl), karuná (soucit ke všem bytostem bez rozdílu a úsilí být užitečný sám sobě i ostatním) a muditá (chápavá nesobecká radost).
(pozn.: pojmy jsou uváděny v pálí, není-li uvedeno jinak)